# Il pupazzo parlante n.4
Il pupazzo parlante n.4 (Bride of the Living Dummy) è il sessantaquattresimo romanzo della collana Piccoli brividi dello scrittore statunitense R. L. Stine.

## Trama
Jillian vive con le sue due sorelline Katie e Amanda, che la tormentano in continuazione con la loro bambola, Mary Ellen.
Un giorno le tre vanno allo spettacolo di un giovane ventriloquo, chiamato Jimmy, in compagnia dell'amico di Jillian, Harrison.
Durante lo spettacolo Slappy, il pupazzo del ventriloquo, si rivolge in maniera molto maleducata verso Katie e Amanda. Quando la ragazza torna a casa, trova spaventata il pupazzo Slappy in soggiorno, e Harrison le spiega che lo aveva trovato nel bidone della spazzatura del teatro e lo ha portato da lei per farlo riparare da suo padre.
Accadono strani incidenti nella casa e, dove essi avvengono, il pupazzo è sempre presente.
Un giorno Jillian e Harrison, travestiti da pagliacci, mettono in scena uno spettacolo per una festa di compleanno, che però va a finire molto male, e Jillian crede che siano state le gemelle a rovinare i trucchi. Harrison decide di abbandonare l'idea di fare i pagliacci, e di andare da Jimmy per chiedergli un pupazzo e diventare ventriloqui. Tornata a casa, Jillian rimprovera le gemelle per aver rovinato la sua attrezzatura da clown, ma a un certo punto si rende conto che le gemelle erano fuori di casa, quindi non sa spiegarsi chi sia stato.
Un pomeriggio, Jillian e Harrison raggiungono la casa di Jimmy, ma la trovano abbandonata. All'interno, a parte svariati pupazzi fatti a pezzi, trovano un piccolo diario, in cui c'è scritto che tempo prima un mago malvagio diffondeva malignità e magia nera attraverso i suoi giocattoli viventi. La sua invenzione più oscura era Slappy, che aveva ricavato dal legno di una bara e al quale trasmise tutto il suo spirito malvagio, che può essere risvegliato grazie ad una formula magica scritta su un biglietto infilato nel taschino di Slappy. Jillian giunge alla conclusione che forse le gemelle avevano per sbaglio letto la formula portando il pupazzo in vita.
Quando torna a casa, Jillian scopre che i suoi genitori sarebbero usciti a cena, lasciandola sola con il malefico Slappy. La sala da pranzo viene completamente distrutta e sporcata di cibo e le gemelle insistono nell'affermare che era stato Slappy. Infine Jillian sale in camera sua e trova il pupazzo vicino allo specchio dove c'è scritto: "Dov'è la mia fidanzata?".
È il giorno del compleanno di un bambino della casa di Jillian e lei avrebbe usato Maxie, un simpatico pupazzo che Harrison aveva trovato sulla soffitta della casa di suo zio, mentre Harrison avrebbe usato Mary Ellen. Jillian però, al posto di trovare Maxie nella sua valigetta, ci trova Slappy. In preda al panico Jillian cerca di accontentare i bambini iniziando a fare spettacolo, quando all'improvviso, Slappy si anima e vomita del liquido putrido verde sui bambini. Dopodiché si alza in piedi e prende in ostaggio il festeggiato, minacciando di fargli del male se non gli avessero consegnato la sua "fidanzata". A quel punto, Jillian accetta e, convinta che sia proprio Mary Ellen la tanto ambita fidanzata, dice ad Harrison di dare a Slappy la bambola. Contrariamente ad ogni aspettativa, il pupazzo getta a terra Mary Ellen, disgustato; in realtà è Jillian che vuole.
Slappy, quindi afferra la ragazza per il polso e le dice che sarà proprio lei la sua fidanzata e schiava in eterno. Improvvisamente, però, una voce femminile intima a Slappy di lasciarla. È Mary Ellen. Le gemelle di Jillian, terrorizzate, spiegano che la bambola è sempre stata viva e che loro erano costrette ad eseguire i suoi ordini. Inoltre è proprio lei l'artefice dei guai causati a Jillian, e non Slappy, il quale è stato riportato alla vita solo poco prima della festa. L'orrenda bambola afferma che si sposerà con Slappy e che renderà la vita di Jillian (che detesta profondamente) un inferno. Slappy, però non accetta questa decisione e colpisce la bambola che cade a terra tramortita. Poco dopo, tra i due pupazzi si scatena una lotta furibonda. Ad un certo punto, Slappy accende la sega da tavolo del padre di Jillian e solleva la bambola tagliandola brutalmente a metà. La parte superiore di Mary Ellen però afferra le gambe di Slappy facendolo cadere sulla sega, rimanendo così tagliato in due a sua volta. I due mostri sono finalmente morti.
Jillian è sollevata dell'accaduto, ma Harrison, che aveva con sé il diario di Jimmy, le legge un paragrafo in cui c'è scritto che: benché il corpo venga distrutto, lo spirito maligno di Slappy non lo sarà, ma trasmigrerà sul corpo di una persona che gli è stata fisicamente vicino al momento della sua "morte". All'improvviso Jillian si accorge che le gemelle hanno un ghigno strano, quasi malefico, allora dice ad Harrison: "Sai che cosa ti dico? È arrivata l'ora della vendetta!" e getta del fluido verde sulle gemelle.

## Episodio TV
Di questo romanzo è stata fatta una trasposizione in episodio televisivo.

## Curiosità
- In una scena dell'episodio tv, mentre Katie guarda la televisione si vedono distintamente alcune immagini della trasposizione televisiva dei romanzi Il campeggio degli orrori e Il lupo della palude sempre della stessa serie.
- Nel finale dell'episodio, è Harrison che eredita lo spirito di Slappy: alla fine, infatti, lo si vede inquadrato con due occhi che ricordano quelli malvagi del pupazzo.
- Nell'episodio tv è assente il personaggio di Amanda.
- In una scena dell'episodio televisivo, mentre Jillian spia il ventriloquo Jimmy 'O James in preda ad una lite con Slappy, dietro l'uomo si vede un poster la cui scritta cita "Amaz-O". Questi è il celebre prestigiatore apparso in Magico inganno, romanzo appartenente alla stessa serie.